# Route de la Porte-Dauphine-à-la-Porte-des-Sablons
La route de la Porte-Dauphine-à-la-Porte-des-Sablons est une voie située dans le 16e arrondissement de Paris, en France.

## Situation et accès
Elle se trouve au nord-est du bois de Boulogne.

## Origine du nom
La voie est ainsi nommée car elle relie la porte Dauphine à la porte des Sablons.